# 堀田正朝
堀田 正朝（ほった まさとも、延宝8年（1680年）- 享保4年8月20日（1719年10月3日））は、近江宮川藩の第2代藩主。堀田家宗家4代。
初代藩主・堀田正休の三男。母は板倉重郷の娘。正室は亀山藩主・板倉重常の娘。側室に菊沢氏。子は正陳（長男）、花房職朝（次男）。幼名は仙四郎。官位は従五位下、駿河守。
三男だったため、30歳を過ぎるまで部屋住みの身だったが、宝永7年（1710年）に世子だった兄・正方が廃嫡され、同年11月7日に正朝が世子となった。正徳5年（1715年）6月29日、父の隠居により家督を継いだ。享保3年（1718年）に大坂城の守衛を務めた後の翌年8月20日、江戸に帰国途中の美濃細久手にて死去した。享年40。跡を長男の正陳が継いだ。
法号は月桂台光正朝院。墓所は東京都台東区浅草の金蔵寺。

## 系譜
父母
- 堀田正休（父）
- 板倉重郷の娘（母）

正室
- 板倉重常の娘

側室
- 菊沢氏

子女
- 堀田正陳（長男）生母は正室
- 花房職朝（次男）生母は菊沢氏（側室）